# Europawahl in Portugal 1989
- CDU: 4
- PS: 8
- PSD: 9
- PP: 3

Die Europawahl in Portugal 1989 fand am 18. Juni 1989 statt. Sie wurde im Zuge der EU-weit stattfindenden Europawahl 1989 durchgeführt. Portugal nahm erstmals an der gleichzeitig stattfindenden Wahl teil, nachdem 1987 die portugiesischen Euroabgeordneten in einer Nachwahl gewählt worden waren. Die Wahl erfolgte nach dem Verhältniswahlrecht ohne Sperrklausel, wobei ganz Portugal als einheitlicher Wahlkreis galt. Bei der Wahl wurden in Portugal 24 der 518 Sitze im Europäischen Parlament vergeben wurden.
Bei der Wahl zogen Abgeordnete der vier großen Parteien des damaligen portugiesischen Parteiensystems ein: Partido Social Democrata, Partido Socialista, Coligação Democrática Unitária und Centro Democrático e Social – Partido Popular. Die auf nationaler Ebene regierenden Sozialdemokraten verloren zu Gunsten von Kommunisten und Sozialisten deutlich an Stimmen. Über die gemeinsame Liste aus Grünen und Kommunisten (CDU) zog erstmals (und bisher auch das einzige Mal) eine Abgeordnete der Grünen ins Parlament. Die Partei des ehemaligen Staatspräsidenten António Ramalho Eanes, die Partido Renovador Democrático, die bei den Nachwahlen 1987 einen Sitz erringen konnte, trat dieses Mal auf der Liste der Sozialisten an und errang so ebenfalls einen Sitz. Im Vergleich zu 1987 sank die Wahlbeteiligung überaus deutlich von 72,42 Prozent auf 51,10 Prozent.

## Wahlergebnisse
| [ 1 ] [ 2 ]       | 1994      | 1994  | 1989      | 1989  | Differenz 1994–1989 | Differenz 1994–1989 |
| [ 1 ] [ 2 ]       | Anzahl    | %     | Anzahl    | %     | Anzahl              | %                   |
| ----------------- | --------- | ----- | --------- | ----- | ------------------- | ------------------- |
| Wahlberechtigte   | 8.121.564 | 100,0 | 7.787.603 | 100,0 | +333.961            | —                   |
| Wahlbeteiligung   | 4.149.756 | 51,10 | 5.639.650 | 72,42 | –1.489.894          | –21,32              |
| Leere Stimmen     | 66.074    | 1,59  | 68.475    | 1,21  | –2.401              | +0,38               |
| Ungültige Stimmen | 61.682    | 1,49  | 74.240    | 1,32  | –12558              | +0,17               |
| Gültige Stimmen   | 4.022.000 | 96,92 | 5.496.935 | 97,47 | –1.474.935          | –0,55               |

| Liste     | EP-Fraktion | Stimmen 1989 | Stimmen 1989 | Sitze | Stimmen 1987 | Stimmen 1987 | Sitze | Differenz 1989–1987 | Differenz 1989–1987 | Differenz 1989–1987 |
| Liste     | EP-Fraktion | Anzahl       | %            | Sitze | Anzahl       | %            | Sitze | Stimmen             | %                   | Sitze               |
| --------- | ----------- | ------------ | ------------ | ----- | ------------ | ------------ | ----- | ------------------- | ------------------- | ------------------- |
| PSD       | ELDR        | 1.358.958    | 32,75        | 9     | 2.111.828    | 37,45        | 10    | –752870             | –4,70               | –1                  |
| PS        | SPE         | 1.184.380    | 28,54        | 8     | 1.267.672    | 22,48        | 6     | –83.292             | +6,06               | +2                  |
| CDU       | KdL/GRN1    | 597.759      | 14,40        | 4     | 648.700      | 11,50        | 3     | –50.941             | +2,90               | +1                  |
| CDS       | EVP         | 587.497      | 14,16        | 3     | 868.718      | 15,40        | 3     | –281.221            | –1,24               | ±0                  |
| PPM       |             | 84.272       | 2,03         | —     | 155.990      | 2,77         | —     | –71.718             | –0,74               | —                   |
| MDP/CDE   |             | 56.900       | 1,37         | —     | 27.678       | 0,49         | —     | –29.222             | +0,91               | —                   |
| UDP       |             | 45.017       | 1,08         | —     | 52.835       | 0,94         | —     | –7.818              | –0,14               | —                   |
| PSR       |             | 31.775       | 0,77         | —     | 29.009       | 0,51         | —     | +2.766              | +0,26               | —                   |
| PDC       |             | 29.745       | 0,72         | —     | 40.812       | 0,72         | —     | –11.067             | ±0,00               | —                   |
| PCTP/MRPP |             | 26.682       | 0,64         | —     | 19.475       | 0,35         | —     | +72.07              | +0,29               | —                   |
| POUS      |             | 11.182       | 0,27         | —     | —            | —            | —     | —                   | —                   | —                   |
| FER       |             | 7.833        | 0,19         | —     | —            | —            | —     | —                   | —                   | —                   |

1 Von den vier gewählten Abgeordneten der Listenverbindung CDU traten die drei Abgeordneten der PCP der Koalition der Linken (KdL) bei, die gewählte Abgeordnete der PEV der Fraktion der Grünen (GRN).

## Gewählte Abgeordnete

### Partido Social Democrata
- António Capucho
- Rui Alberto Barradas do Amaral
- Carlos Alberto Martins Pimenta
- Manuel Carlos Lopes Porto
- António Joaquim Bastos Marques Mendes
- Maria Margarida do Rego da Costa Salema
- José Mendes Bota
- Virgílio Higino Gonçalves Pereira
- Vasco Manuel Verdasca da Silva Garcia

### Partido Socialista
- José Cardona Gomes Carvinho
- José Manuel Torres Couto
- Fernando Manuel dos Santos Gomes
- Pedro Manuel Guedes de Passos Canavarro (für die PRD)
- António Antero Coimbra Martins
- Artur da Cunha Oliveira
- Fernando Luís de Almeida Torres Marinho
- Maria de Jesús de Andrade Belo

### Coligação Unitária Democrática
Vom Wahlbündnis Coligação Unitária Democrática sind drei Abgeordnete für die PCP und einer für die PEV gewählt worden.
- Carlos Alberto do Vale Gomes Carvalhas
- Joaquim António Miranda da Silva
- José Aurélio da Silva Barros Moura
- Maria Amélia do Carmo Mota Santos (für die PEV)

### Centro Democrático e Social – Partido Popular
- Francisco António Lucas Pires
- Luis Filipe Pais Beirôco
- José Vicente de Jesús Carvalho Cardoso